# Euspondylus guentheri
Euspondylus guentheri là một loài thằn lằn trong họ Gymnophthalmidae. Loài này được O'Shaughnessy mô tả khoa học đầu tiên năm 1881.